# 山本剛之
山本 剛之（やまもと たかゆき、1987年6月20日 - ）は、日本のスプレーアーティスト、スプレーアート専門店グランローヴァ代表。兵庫県たつの市出身。身長180cm、体重73kg、血液型O型、双子座、うさぎ年。岡山県作陽高等学校、関西国際大学出身。

## 人物
小学5年生まで兵庫県明石市に住んでいた。父親の仕事の都合で兵庫県たつの市へ引っ越し中学3年生まで生活。
岡山県作陽高校サッカー部へ入部するもチームが全国大会に出場していながら自身はレギュラーになれなかったことから挫折。小学1年生の時から夢だったプロサッカー選手になることを諦めた。
関西国際大学卒業を経てスポーツクラブへ入社。こどもたちを対象としたサッカー指導員として働く。
仕事にやりがいを感じながらも給料面で将来に不安を感じ、入社から1年で東証1部上場企業の物流関係営業職へ転職。
2014年に家でYouTubeを見ていた際、関連動画にたまたま出てきたスプレーアートの動画を見て衝撃を受ける。雨トーークの絵心ない芸人と同じくらい絵が下手なことがコンプレックスだったが、すぐにスプレーを購入して自身も真似してやってみると自分の画力より遥かに良い絵が描けたことが嬉しくなり、その日からスプレーアートに没頭するようになった。
サラリーマンをやりながらスプレーアートを趣味で始めて2年後に会社を退職して独立。
2016年から日本初のスプレーアート専門店を神戸に構えて関西を中心に画家として活動。店舗ではスプレーアート作品の展示販売やオーダー作品制作、スプレーアート体験などを行っている。
保育園・病院・介護施設・商業施設・企業・イベントなどで出張ワークショップを精力的に行い、絵を描くことの楽しさや自身の体験から新しい事に挑戦するきっかけ作りの重要性を伝えながら活動している。

## 来歴
26歳のサラリーマン時代に、YouTubeでスプレーアートを知る。
独学でスプレーアートを学び会社を退職後、28歳で神戸市に日本初のスプレーアート専門店をオープン。
31歳でTVチャンピオン極 〜KIWAMI〜 （テレビ東京）で、スプレーアート王決定戦において優勝。
幼少期からスプレーアートに出会うまでを執筆した自伝本『ムソクネ』を2018年6月に出版。
よ〜いドン!（関西テレビ）『となりの人間国宝さん』でとなりの人間国宝さんに認定 (2018年12月)
今ちゃんの「実は…」（朝日放送テレビ）『今田知らないお忍びゴイスー人は実は』でゴイスー人認定 (2019年9月)
三井アウトレットパークマリンピア神戸に、雨の日だけ現れる不思議なRainworks(レインアート)を制作(2019年11月)
吹田グリーンプレイスに、水をかけると見える不思議なRainworks(レインアート)を制作(2021年7月)

## メディア出演
- NHK総合 ニュースKOBE発 (2016年12月)
- 日本テレビ ZIP! (2018年1月)
- 日本テレビ スッキリ (2018年1月)
- 読売テレビ かんさい情報ネットten. (2018年9月)
- テレビ東京 TVチャンピオン極～KIWAMI～ (2018年10月)
- 読売テレビ 大阪ほんわかテレビ (2018年11月)
- 関西テレビ よ～いドン! となりの人間国宝さん (2018年12月)
- テレビ東京 所さんの学校では教えてくれないそこんトコロ! (2019年2月)
- テレビ東京 TVチャンピオン極〜KIWAMI〜 第二回スプレーアート王決定戦 (2019年6月)
- 日本テレビ 超問クイズ! 真実か?ウソか? 2時間スペシャル (2019年8月)
- 毎日放送 ジャニーズWESTの激ハネBoooooooRN (2019年9月)
- 朝日放送テレビ 今ちゃんの「実は…」 (2019年9月)
- 毎日放送 ちちんぷいぷい コロナに負けるなようこそエンタメさん (2020年4月)
- 関西テレビ よ～いドン! となりの人間国宝さん～その後みなさんお元気ですか？～ (2020年7月)
- 関西テレビ フットマップ神戸編 (2020年11月)
- NHK ウィークエンド関西(2021年7月)
- テレビ大阪ミライヤ―(2021年9月)
- 上越ケーブルテレビジョン(2021年12月)
- 読売テレビかんさい情報ネットten.(2022年6月)
- 朝日放送おはよう朝日です(2022年9月)
- 朝日放送NEWSおかえり(2023年5月)
- TBSテレビTHETIME（2024年10月）

## 書籍
- ムソクネ (2018年6月20日、ギャラクシーブックス)